# Jan Costerus

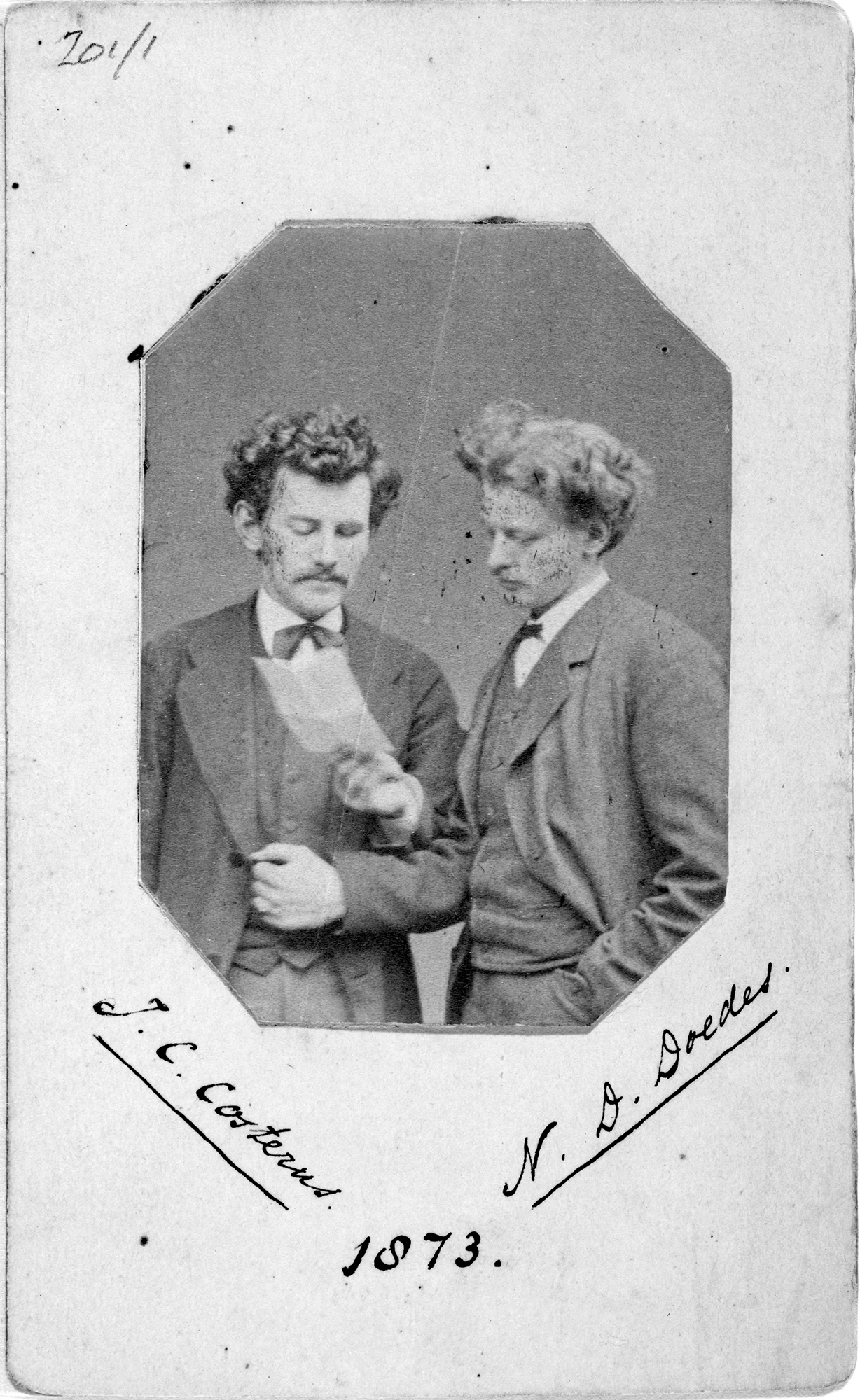
Jan Costerus (links) en N. D. Doedes in 1873

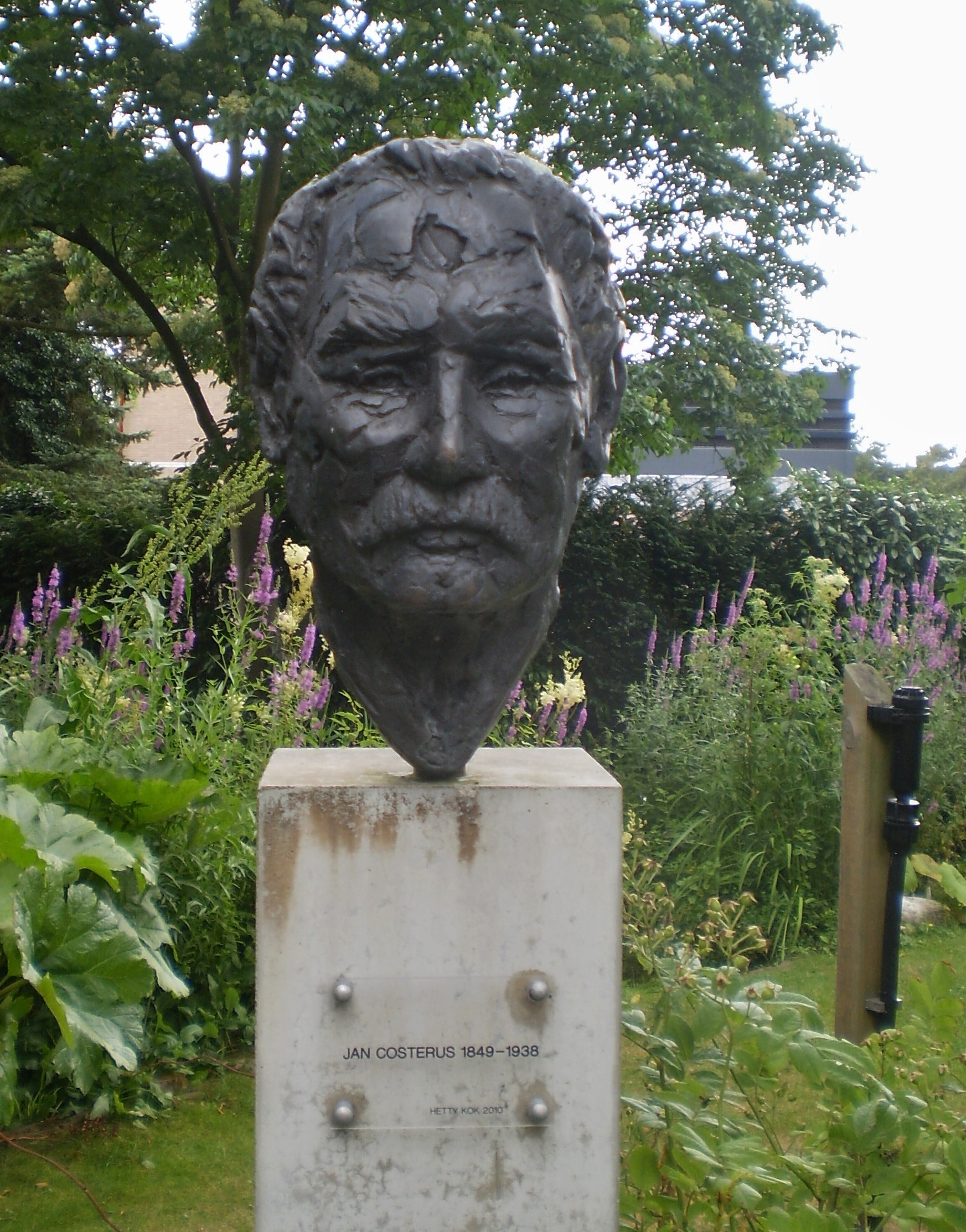
Beeld van Jan Costerus in de Costerustuin in Hilversum door Hetty Kok

Jan Constantijn Costerus (Sneek, 29 maart 1849 – Hilversum, 31 juli 1938) was een Nederlands bioloog en oprichter van een botanische tuin in Hilversum.
De bioloog Jan Costerus benadrukte het belang van inheemse planten in het bijzonder en de natuur in Nederland in het algemeen, evenals zijn tijdgenoten Jac. P. Thijsse, Eli Heimans en anderen. Op latere leeftijd was het Costerus’ wens om een tuin met inheemse planten in te richten. Na een leven in de wetenschap en als directeur en leraar biologie aan de Eerste HBS in Amsterdam (waar hij onder meer Han Heinsius kennis liet maken met de biologie) verhuisde hij na zijn pensionering rond 1920 van Amsterdam naar Hilversum. Hij startte met een kleine, voor iedereen gratis toegankelijke tuin naast de bibliotheek aan de Herenstraat: de zogenaamde Costerustuin Hilversum.
Het publiek moest wennen aan een tuin met ‘onkruid’, maar door de uitleg van Jan Costerus en zijn mede-oprichters kwam er steeds meer enthousiasme voor dit initiatief. Toen de bibliotheek in 1929 verhuisde moest voor de tuin een andere plek gevonden worden. Aan de Zonnelaan in Hilversum werd in 1930 opnieuw een tuin ingericht en deze was aanzienlijk groter.
Toen Jan Costerus in 1938 overleed had hij ervoor gezorgd om het voortbestaan van zijn tuin te garanderen. De grond aan de Zonnelaan, eigendom van de gemeente Hilversum en indertijd gelegen naast de Pedagogische Academie, werd ‘om niet’ gehuurd. Zijn legaat van 1000 gulden, in beheer bij de gemeente Hilversum, zou jaarlijks een rente moeten opbrengen die de kosten van het onderhoud moesten dekken.
Inmiddels wordt de tuin beheerd door een kleine stichting en een grote groep vrijwilligers.